# Caio-Duilio-Klasse (1880)
Die Caio-Duilio-Klasse war eine aus zwei Einheiten bestehende Klasse von Turmschiffen der italienischen Regia Marina. Die beiden Schiffe wurden zwischen 1873 und 1882 gebaut. Das Typschiff Caio Duilio blieb bis 1909, sein Schwesterschiff Enrico Dandolo sogar bis 1920 im Bestand der Marine.

## Geschichte

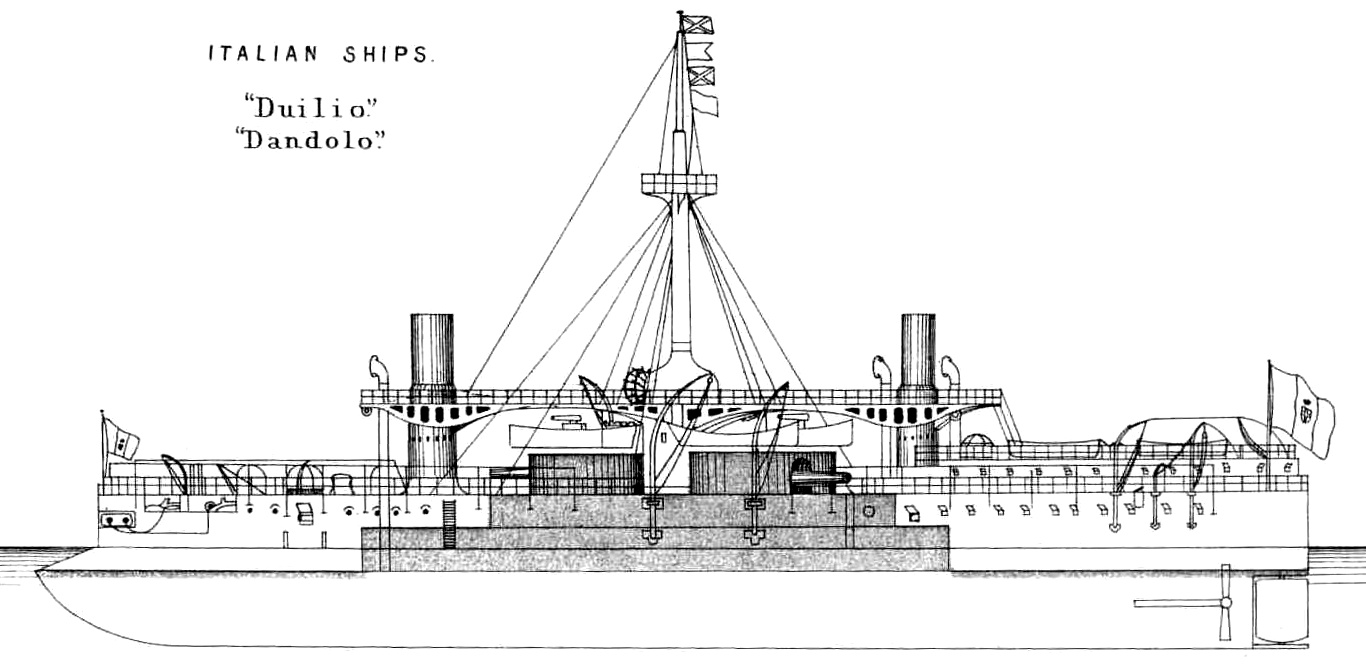
Seitenriss der Caio-Duilio-Klasse

Der Entwurf für die beiden Turmschiffe stammte von Benedetto Brin. Es waren die ersten großen Einheiten der italienischen Marine, die über zwei Propeller verfügten, sowie die ersten Schlachtschiffe weltweit, die keine vollwertige Takelage mehr, sondern nur noch einen Gefechtsmast erhielten. Den Bau der beiden Schiffe übernahmen die marineeigenen Werften in Castellammare di Stabia und La Spezia.
Die am 8. Mai 1876 vom Stapel gelaufene Caio Duilio kam am 6. Januar 1880, nach exakt sieben Jahren Bauzeit, in Dienst. Sie blieb bis zum Sommer 1909 als Kriegsschiff im Bestand der Marine und wurde dann desarmiert. Unter der Bezeichnung GM40 diente das Schiff anschließend als Hulk für die Lagerung von Kohle und Öl.
Der Bau der Enrico Dandolo zog sich, obwohl ebenfalls am 6. Januar 1873 begonnen, zwei Jahre länger hin. Das Turmschiff konnte am 10. Juli 1878 zu Wasser gelassen und am 11. April 1882 in Dienst gestellt werden. Zwischen 1895 und 1898 modernisiert, erhielt es eine wesentlich veränderte Bewaffnung und eine neue Antriebsanlage. Die Enrico Dandolo diente im Ersten Weltkrieg der Verteidigung von Brindisi und dem italienisch besetzten Valona. Erst 1920 wurde das Schiff aus der Liste der Kriegsschiffe gestrichen und in der Folge abgewrackt.

## Technik
Die Schiffe der Caio-Duilio-Klasse waren über alles 109,16 m und zwischen den Loten 103,5 m lang. In Breite, Tiefgang und Verdrängung unterschieden sich beide Schiffe geringfügig. Die Caio Duilio war 19,74 m breit und lag bei einer Maximalverdrängung von 12.071 t 8,31 m tief im Wasser. Die Enrico Dandolo hingegen war 19,65 m breit, besaß einen Tiefgang von 8,36 m und verdrängte maximal 12.037 t. Im Zuge des Umbaus reduzierte sich ihre Höchstverdrängung zudem auf 11.264 t.
Die Antriebsanlage bestand aus stehend angeordneten Dampfmaschinen, die auf zwei Wellen wirkten. Die nötige Dampfversorgung stellten acht Kessel sicher. Die Maschine der Caio Duilio gab eine indizierte Leistung von 7.711 PSi ab und beschleunigte das Schiff auf maximal 15,04 kn. Die Verbunddampfmaschinen der Enrico Dandolo leisteten bis zu 8.045 PSi, woraus eine etwas höhere Geschwindigkeit von 15,6 kn resultierte. An diesen Werten änderte sich auch durch den Umbau nichts.

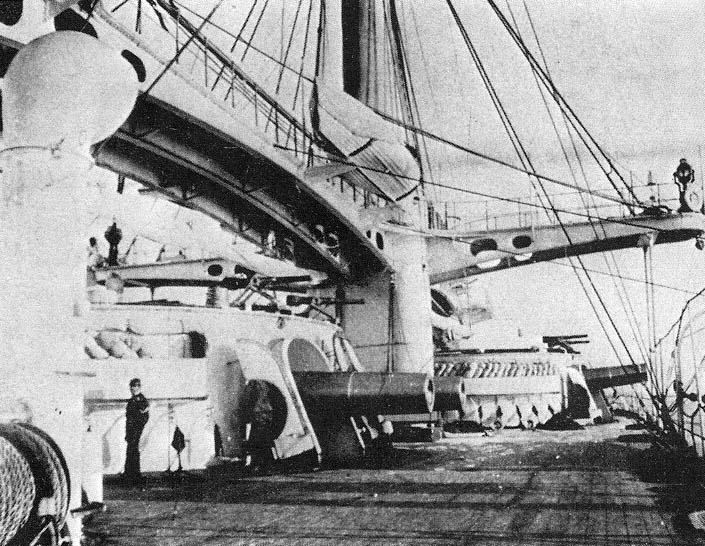
Die Geschütztürme der Caio Duilio

Als Bewaffnung waren von Anfang an vier Geschütze vorgesehen, deren Größe jedoch während der Planung stets zunahm. Letztlich kamen anstelle der ursprünglich angedachten 35 t schweren Modelle solche mit 100 t Gewicht vom Kaliber 45 cm L/20 zum Einsatz. Die Geschütze vom Typ „RML 17.72 inch gun“ lieferte die britische Elswick Ordnance Company. Sie waren paarweise in drehbar gelagerten und diagonal versetzt aufgestellten Türmen an Oberdeck untergebracht. Die Kanonen verschossen 864 kg schwere Granaten mit einer Mündungsgeschwindigkeit von 450 bis 500 m−1. Die Kadenz jedes Geschützes lag bei vier Schuss pro Stunde.
Zusätzlich befanden sich drei Torpedorohre mit 36 cm Durchmesser an Bord. Die Bewaffnung der Caio Duilio wurde 1890 um drei Geschütze vom Kaliber 12 cm ergänzt. 1900 kamen zwei mit Kaliber 7,5 cm, acht 5,7-cm-L/40-Schnellfeuergeschütze sowie vier Revolverkanonen Kaliber 3,7 cm L/20 hinzu. Die Enrico Dandolo erhielt während ihres Umbaus eine völlig neue Bewaffnung, die aus vier Geschützen Kaliber 25,4 cm L/40 als Hauptartillerie, darüber hinaus sieben 15,2-cm-L/40-, fünf 12-cm-L/40- und 16 5,7-cm-L/43-Geschützen, acht 3,7-cm-L/20-Revolverkanonen, vier Maschinengewehren und vier 45-cm-Torpedorohren bestand. Im Ersten Weltkrieg wurden sechs der Revolverkanonen wieder entfernt.
Der Stahlpanzer war an den Seiten bis zu 550 mm stark. Das Panzerdeck war 30 bis 51 mm dick. Türme und Decksaufbau waren mit 430 mm starken Panzerplatten geschützt, die Panzerquerschotten mit bis zu 390 mm. Im Zuge des Umbaus erhielt die Enrico Dandolo auch neue Geschütztürme, die nur noch mit 223 mm Panzerschutz versehen waren. Bug und Heck beider Schiffe waren ungepanzert, zum Schutz gegen Wassereinbrüche aber in insgesamt 83 wasserdichte Abteilungen gegliedert.
Die Besatzung der Schiffe bestand aus 420 bis 515 Mann. Für die Enrico Dandolo war ab 1898 eine Sollstärke von 495 Mann vorgesehen.